# Castlevania: Portrait of Ruin
Castlevania: Portrait of Ruin, in Giappone Akumajō Dracula: Gallery of Labyrinth (悪魔城ドラキュラ ギャラリー・オブ・ラビリンス?, Akumajō Dorakyura: Gyararī obu Rabirinsu, lett. "Dracula del castello del Diavolo: Galleria del labirinto"), è un videogioco sviluppato e pubblicato da Konami. Il gioco venne distribuito in Giappone il 16 novembre 2006, in Nord America il 5 dicembre 2006 e in Europa il 9 marzo 2007. Portrait of Ruin è il primo Castlevania che offre una modalità di gioco a più giocatori cooperativa e il primo dei titoli portatili a presentare un doppiaggio in Inglese. Castlevania: Portrait of Ruin è il secondo titolo della serie per Nintendo DS e continua la storia di The New Generation, introducendo nuovi protagonisti ed antagonisti e migliorando alcuni aspetti del suo predecessore, Dawn of Sorrow. Il gioco è stato ricevuto molto favorevolmente dalla critica, vincendo anche numerosi premi.

## Trama
Portrait of Ruin fa parte della serie Castlevania, di cui il tema principale è il conflitto fra il clan di ammazzavampiri Belmont e l'immortale vampiro Dracula. Ambientato nel 1944, durante la seconda guerra mondiale, l'area principale del gioco è il castello di Dracula, in Transilvania. Oltre al castello, i personaggi esplorano vari scenari entrando in dipinti che servono da portali, creati dal malvagio vampiro Brauner.

### Personaggi
I protagonisti di Portrait of Ruin sono Jonathan Morris e Charlotte Aulin. Jonathan Morris è il figlio di John Morris, di Castlevania: The New Generation, ed è l'attuale erede della leggendaria frusta "Ammazzavampiri", l'arma usata nei secoli dal clan Belmont per sconfiggere Dracula. Charlotte Aulin è invece una giovane maga discendente dalla famiglia Belnades, che fa affidamento sui libri e spiega i numerosi fenomeni del castello.
Ad assistere i due giovani eroi ci sono un prete di nome Vincent Dorin, che vende loro armi, magie e altri oggetti utili, e un fantasma che inizialmente si presenta come "Wind"; quest'ultimo richiede ai protagonisti di completare alcuni obiettivi e, in cambio, cede loro una grande varietà di equipaggiamenti utili. Più tardi è rivelato che Wind è in realtà Eric Lecarde, braccio destro di John Morris.
L'antagonista principale di Portrait of Ruin è Dracula, ovvero il boss finale. In questa battaglia i due protagonisti dovranno combatterlo due volte: prima contro la sua forma prevalentemente "umana" (in questo primo scontro Dracula è affiancato dal suo braccio destro, Morte), poi il boss assorbirà l'essenza vitale di Morte e si trasformerà in un enorme demone alato. L'altro antagonista è un vampiro di nome Brauner. Quest'ultimo ha utilizzato le anime dei morti della Seconda Guerra Mondiale per ricreare il castello di Dracula; il suo piano è di distruggere l'umanità sfruttando il potere del castello. Brauner odia l'umanità a causa della perdita delle sue due figlie trenta anni prima, durante la prima guerra mondiale. Egli riesce ad usare il potere del castello per i suoi oscuri scopi grazie ad alcuni dipinti, da lui appositamente creati, che contengono altre dimensioni.
Brauner è aiutato dalle sue due "figlie", che sono in realtà le figlie di Eric Lecarde, ma che lo riconoscono come loro padre perché infettate dal vampiro. Le due sorelle vampire, chiamate Stella e Loretta, aiutano Brauner ostacolando Jonathan e Charlotte.
Infine l'ultimo antagonista è Morte, braccio destro di Dracula che combatte sia contro i due eroi che contro Brauner, e non desidera altro oltre a far tornare in vita il suo signore.

### Storia
All'inizio del gioco Stella e Loretta entrano nel castello di Dracula alla ricerca di loro padre, Eric Lecarde; trovano quest'ultimo sconfitto da Brauner, che vedendole le trasforma in vampire. In seguito Jonathan e Charlotte entrano nel castello, accompagnati dal prete Vincent Dorin. Poco dopo incontrano un fantasma che si presenta col nome di "Wind", il quale spiega loro che è stato ucciso poco tempo prima e che ha lanciato un incantesimo per mantenere la coscienza purché resti nel castello. Subito dopo scoprono il primo dei dipinti magici; entrandovi, incontrano la creatura nella quale è incentrato il potere del dipinto, un Dullahan. Dopo averla sconfitta appare una delle due sorelle vampire, la quale li disdegna. È solo più tardi, dopo essere entrati nel secondo dipinto, che i due eroi incontrano Brauner, accompagnato dalle due sorelle. Il vampiro si presenta e informa loro sulle sue intenzioni; le vampire desiderano uccidere i protagonisti, ma Brauner vede Morte come una minaccia più grande, così i tre antagonisti si allontanano, alla sua ricerca. Morte viene incontrato da Jonathan e Charlotte in un corridoio del castello; i due informano il demone che Dracula è morto e che adesso è Brauner a controllare Castlevania. Morte disdegna l'idea e si accinge subito alla ricerca di un modo per riportare in vita il suo signore e sconfiggere Brauner.
Alla base della Torre di Morte il duo incontra Stella che, sconfitta, fugge, lasciando cadere però un ciondolo. Nel ciondolo i due eroi trovano una foto delle due sorelle con Wind, così decidono di chiedergli spiegazioni. A questo punto il fantasma rivela loro che il suo vero nome è Eric Lecarde e che le due sorelle sono in realtà sue figlie. In seguito i due eroi incontrano Morte, che fugge dopo essere stato sconfitto. Proseguendo, il duo constata che la sala del trono è bloccata da una misteriosa barriera magica; concludono quindi che Brauner sta bloccando la resuscitazione di Dracula per i suoi oscuri scopi. In seguito Jonathan e Charlotte combattono contro Stella e Loretta, ma grazie all'uso della magia "Santuario", sono in grado di curare le sorelle dall'infezione del vampiro e di restituire loro la coscienza. In seguito le due sorelle accettano di eseguire un rituale per sbloccare il vero potere dell'Ammazzavampiri. Durante suddetto rituale, Jonathan combatte contro la "Memoria della Frusta", un'incarnazione di Richter Belmont, e riesce ad ottenere il vero potere della leggendaria arma. Viene però avvertito di non abusarne, poiché non essendo un diretto discendente della famiglia Belmont essa potrebbe assorbire la sua essenza vitale fino ad ucciderlo, come accadde con suo padre. Poi il duo prosegue, trovando una sala nella quale sono presenti ben cinque dipinti; dopo aver sconfitto le creature nelle quali è incanalato il potere dei dipinti, i due eroi hanno accesso al dipinto in cui è contenuto lo studio di Brauner. Dopo essere entrati nel dipinto, inizia la battaglia col vampiro, che è presto sconfitto; dopo aver ammesso che egli non era dalla parte della Giustizia, Brauner viene ucciso da un colpo di falce di Morte, che con questo atto distrugge la barriera intorno alla sala del trono. I due eroi entrano nella sala e vi trovano Dracula, nuovamente risorto. A questo punto ha inizio un epico combattimento che vede protagonisti Jonathan e Charlotte contro Dracula e Morte. Nel corso del combattimento Dracula assorbe il potere di Morte, divenendo "Vero Dracula", un orrendo demone alato. Tuttavia gli eroi riescono comunque a prevalere e subito dopo fuggono dal castello, che inizia a crollare. Nei campi di grano che circondano le rovine dell'edificio, Stella e Loretta incontrano il fantasma di loro padre, Eric. Quest'ultimo rivolge loro dolci parole, poi ringrazia Jonathan e Charlotte e scompare. Infine il gruppo si mette alla ricerca di Vincent, inconsapevoli che esso in realtà corre loro dietro.

## Modalità di gioco
Portrait of Ruin presenta una visuale di gioco in 2D. La principale caratterizzazione del gioco è la possibilità di scambiare liberamente due personaggi, Jonathan e Charlotte. Oltre a poter far uso di un potente attacco combinato, questo scambio servirà a superare alcuni ostacoli.
Oltre ad esplorare il castello di Dracula i due personaggi esploreranno altri ambienti, come piramidi egiziane e città ottocentesche. Durante l'avventura incontreranno 155 nemici diversi, di cui il nome e le caratteristiche sono elencate in un bestiario. Nel corso del gioco il duo troverà armi, magie e altri tipi di equipaggiamento con i quali verranno potenziati e/o potranno andare avanti col gioco.
Come numerosi altri titoli della serie, Portrait of Ruin presenta due finali diversi. Determinate azioni del giocatore prese durante il gioco stabiliranno il finale. Il primo finale, detto "tragico", non consente di completare tutti gli obiettivi della trama ed è caratterizzato dalla schermata di fine partita invece dei riconoscimenti. Il finale "buono", invece, permette di completare tutti gli obiettivi e di sconfiggere il nemico principale, ed è considerato il finale canonico.

### Modalità alternative
Completando il gioco con il finale "buono", vengono sbloccate numerose altre modalità di gioco. Innanzitutto viene reso disponibile un grado di difficoltà più elevato, oltre alla modalità "Anti-Boss", che permette di affrontare uno dopo l'altro i vari boss presenti nel gioco, singolarmente o con un altro giocatore.
Poi vengono sbloccate altre tre modalità: la prima, "Richter" (sebbene nel gioco la modalità venga descritta per errore come Richiter), permette di ricominciare la storia con due personaggi diversi, ovvero il leggendario ammazzavampiri Richter Belmont e Maria Renard, personaggi già apparsi in Akumajō Dracula X Chi no Rondo. La seconda, denominata "Sorelle", è una sorta di prologo alla trama principale, nel quale si prende il controllo delle due sorelle vampire antagoniste nella storia, Loretta e Stella. Infine, soddisfacendo alcuni determinati requisiti, è sbloccabile una terza modalità detta "Vecchio Emulo", che permette di ricominciare la trama prendendo il controllo di uno dei mostri classici della saga, che appare sin dal primo capitolo.

### Connessione Wi-Fi Nintendo
Portrait of Ruin offre una modalità a più giocatori in rete che sfrutta la connessione Wi-Fi Nintendo. Con suddetta modalità è possibile affrontare in cooperativa i vari boss della saga oppure scambiarsi oggetti in modalità "Negozio".

## Accoglienza
| Testata                           | Giudizio |
| --------------------------------- | -------- |
| GameRankings (media al 19-5-2007) | 85%      |
| Metacritic (media al 20-3-2021)   | 85/100   |
| Eurogamer                         | 7/10     |
| Game Informer                     | 9/10     |
| GameSpot                          | 8,3/10   |
| IGN                               | 8,9/10   |
| Nintendo la Rivista Ufficiale     | 90%      |
| Nintendo Life                     | 7/10     |
| Nintendo World Report             | 9/10     |
| X-Play                            | 4/5      |
| Yahoo! Games                      | 4,5/5    |

Portrait of Ruin ha ricevuto recensioni complessivamente positive e ha ottenuto diversi premi. Game Informer lo ha premiato come "Gioco portatile del mese" per gennaio 2007 e lo ha inserito tra i "50 migliori giochi del 2006". Portrait of Ruin ha vinto anche "Miglior colonna sonora originale" ed è stato secondo classificato per "Miglior gioco di avventura" nei premi IGN's Best of 2006.  Dracula si è qualificato come terzo miglior cattivo del 2006 da Game Informer, in quanto boss finale di Portrait of Ruin. 1UP.com lo ha elencato come "Miglior gioco per DS" nella sezione "Il meglio dell'E3 2006".  L'audio è stato ben accolto. GameSpot ha definito la musica "eccellente", assegnando al comparto sonoro 9 su 10. Game Informer ha definito l'audio il punto più alto del gioco, sebbene criticasse il fatto che Charlotte gridasse sempre il nome del suo attacco. Ha inoltre elogiato l'elemento cooperativo e ha ritenuto che più giochi dovessero essere progettati in questo modo. IGN ha affermato che "la colonna sonore drammatica è sufficiente per farti correre un brivido lungo la schiena", ma la quantità di voci recitate era scarsa. GameZone lo ha classificato come il nono miglior gioco di Castlevania. Robert Workman, giornalista di Gamezone, si è complimentato per le modifiche apportate alla serie che non ne hanno intaccato la qualità.
Il gioco ha ricevuto recensioni contrastanti, sebbene la maggior parte di esse fosse complessivamente positiva. GamePro ha apprezzato le componenti multiplayer, notando che il gioco "non solo riafferma la grandezza della serie, ma è senza dubbio uno dei migliori giochi portatili usciti quest'anno". Eurogamer ha commentato che il gioco a due personaggi era complicato e talvolta imbarazzante. La testato lo ha anche confrontato con il suo predecessore, affermando che Portrait of Ruin si è allontanato da Dawn of Sorrow in termini di gioco. Game Informer l'ha definito "una delle migliori esperienze di gioco" e si è complimentato con la storia, l'ambientazione e il gioco. Yahoo! Games ha definito il gioco "coinvolgente" e ha elogiato il gioco a due personaggi. Hanno anche complimentato il multiplayer online, l'ambientazione e la libertà di giocare con o senza le funzioni speciali del DS, criticando però alcuni dialoghi. IGN ha affermato che il gioco non era "la rivelazione strabiliante di Dawn of Sorrow", ma ha comunque definito il gioco "solido" e un'esperienza piacevole. GameSpot ha ritenuto che il gioco rimanesse "fedele al familiare design di Castlevania" e offrisse "un'avventura lunga e divertente". Commentando la modalità a due giocatori, Game Informer ha dichiarato "il sistema di Portrait of Ruin è particolarmente fluido nell'esecuzione".
Shutaro Iida, che aveva lavorato al gioco come programmatore, ha indicato Portrait of Ruin come il suo gioco di Castlevania preferito tra quelli in cui aveva collaborato.